# Hawaiian Ocean View
Hawaiian Ocean View (auch nur Ocean View genannt) ist ein Census-designated place an der Südflanke des Mauna Loa nahe der Südspitze von Hawaii. Das Wohngebiet besteht aus rund 10.700 Parzellen von jeweils mindestens einem Acre (4047 m²) und gilt als flächenmäßig größte Wohnsiedlung der Vereinigten Staaten. Im Ort liegen die Kula Kai-Höhlen, die zum Kipuka-Kanohina Cave System, einem der größten Lavaröhrenkomplexe der Welt, gehören.

## Klimazonen
Der Ort erstreckt sich aufgrund seiner Hanglage über vier verschiedene USDA-Klimazonen, mit den niedrigsten durchschnittlichen Wintertemperaturen in Zone 11a zwischen 2 °C und 5 °C, in Zone 11b zwischen 5 °C und 7 °C, in Zone 12a zwischen 7 °C und 10 °C sowie in Zone 12b zwischen 10 °C und 13 °C.

## Demographie
Die Einwohnerzahl entwickelte sich seit 1990 von rund eintausend bis 2020 auf 5011 Einwohner, die sich zusammensetzen aus: 43,1 % gemischtrassig, 31,9 % Weiße, 17,4 % Hawaiier und andere Polynesier, 5,3 % Asiaten und 1 % Schwarze. Das mittlere Einkommen pro Vollzeit-Arbeitnehmer beträgt 43.589 US-Dollar. Das mittlere jährliche Haushaltseinkommen liegt jedoch nur bei 15.654 US-Dollar. Damit ist Hawaiian Ocean View die Stadt mit dem niedrigsten Haushaltseinkommen in Hawaii und dem zweitniedrigsten in den USA.
Aufgrund der günstigen Grundstückspreise, die je nach Lage zwischen 5000 und 10.000 US-Dollar pro Acre liegen, hat sich im Ort auch eine alternative Szene von Aussteigern und Lebenskünstlern angesiedelt. Zur Wasserversorgung dient ein Gemeinschaftsbrunnen sowie das Sammeln von Regenwasser. Es gibt weder eine Polizeistation noch Schulen. Die nächste Grundschule liegt 30 Minuten, die nächste Sekundarschule 45 Minuten entfernt. Hawaiian Ocean View ist im Bundesstaat Hawaii die Stadt mit der längsten durchschnittlichen Fahrzeit zum Arbeitsplatz (49 Min.).

## Geschichte
Gegen Ende der 1950er Jahre verkauften die Besitzer der Kahuku Ranch den westlichen Teil ihres Landes an die Crawford Oil Company, da es für die Viehzucht zu trocken war. Die Ölfirma legte auf dem günstig erworbenen Gebiet ein schachbrettartiges Straßennetz von 251 km an und teilte es in 10.697 ein-Acre-Parzellen auf. Sie nannte es Hawaiian Ocean View Estates (HOVE) und begann, die ohne Wasser- und Stromversorgung ausgestatteten Grundstücke unter dem Slogan Township of the Future an Käufer im gesamten Land zu verkaufen, wofür sogar in Comic-Heften geworben wurde. Zunächst wurde das Gebiet nördlich der Hawaii Belt Road entwickelt, in der zweiten Phase kamen die Viertel Kula Kai View Estates, Kona Gardens, Kona View Estates, Kona South Estates, Kahuku Country Gardens, Keone's Ranchos und Hawaiian Ocean View Ranchos südlich der Hauptstraße hinzu, deren Parzellen teilweise über eine Fläche von jeweils drei Acres verfügen. Im Jahr 1969 wurde zunächst eine Community Association, 1992 auch eine Business Association gegründet und es entstanden drei kleine Geschäftszentren mit jeweils einer Tankstelle, mehrere Läden und einige Restaurants.

## Höhlensystem
Unter dem Lavafeld, auf dem sich der Ort befindet, erstreckt sich ein riesiges Höhlensystem, das in zahlreiche Einzelabschnitte aufgeteilt ist. Der Zugang liegt im Viertel Kula Kai View Estates, in dem die Höhlenschutzorganisation Cave Conservancy of Hawaii mehrere Acres Land aufgekauft hat, um die Höhlen vor der Zerstörung durch eine weitere Urbanisierung zu schützen. Erst gegen Ende des 20. Jahrhunderts setzte hier eine verstärkte Erforschung der Lavahöhlen ein, weitere Höhlen werden entdeckt und erforscht. Sie werden von Astrobiologen auch als Habitat zur Vorbereitung von Mond- und Marsmissionen genutzt. Mittlerweile erwerben immer mehr Höhlenforscher aus verschiedenen Ländern im Ort Grundstücke und Immobilien, um hier zu leben oder ihr Geld anzulegen. Auch ein deutscher Hochschullehrer kaufte hier ein Grundstück und verwandelte es für Studenten in den German Campground.

## Pohue Bay Beach
Der Ort verfügt auch über einen Strand an der Pohue Bay. Es ist der einzige weiße Sandstrand im gesamten Ka‘u District und wird auch von der Echten Karettschildkröte aufgesucht. Das umliegende Land gehört einer Immobilienentwicklungsgesellschaft, die darauf ursprünglich ein Resort mit Golfplätzen anlegen wollte. Sie hatte das 16.500 Acre große Areal im Jahr 2006 für 13 Millionen US-Dollar erworben. Aufgrund von Bürgerprotesten wurde das Projekt nicht realisiert. Die Gesellschaft hat seitdem jedoch den Zugang mit Zäunen abgesperrt und verlangt für den Besuch eine hohe Gebühr. Schon mehrfach sind Versuche des Landrats und anderer politischer Vertreter gescheitert, das Gelände zu kaufen, da die Eigentümergesellschaft einem Verkauf nicht zustimmt. Der nächste frei zugängliche Strand liegt 40 Minuten entfernt.